# Johann Fischart
Johann Fischart (Strasburgo, 1546 – Forbach, 1589) è stato uno scrittore tedesco, uno dei più importanti poeti tedeschi del tardo XVI secolo.

## Biografia
Da piccolo venne inviato a Worms, dove ricevette sia l'educazione sia l'introduzione a studi umanistici nella casa di Kaspar Scheid, come lui stesso menzionò nella sua opera Eulenspiegel.
Viaggiò successivamente in Olanda, Inghilterra, Francia e in Italia, dove si iscrisse all'Università di Siena per studiare diritto. Nel 1574 si laureò in legge a Basilea. L'anno seguente incominciò a realizzare le sue prime opere, la maggior parte delle quali vennero terminate entro il 1581. Durante questo periodo collaborò, in veste di editore, con il tipografo Bernhard Jobin, che pubblicò molti dei suoi libri.
Dal 1581, continuando la sua carriera forense, esercitò il ruolo di avvocato presso la Corte di appello imperiale di Spira e due anni dopo fu nominato magistrato a Forbach, luogo nel quale morì nel 1589.

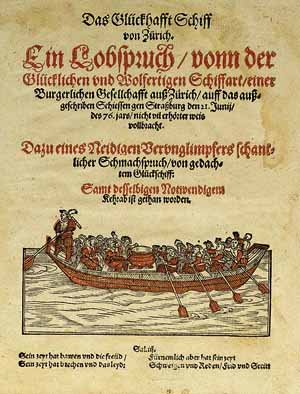
Das glückhafte Schiff von Zürich (titolo della pagina)

Le sue opere furono intrise da un sottile spirito satirico, che lo condussero a continue polemiche aventi come bersaglio soprattutto i Gesuiti in difesa del calvinismo, ma che furono rivolte anche verso le perversioni pubbliche e private del suo tempo, le superstizioni, la pedanteria scolastica. Se talvolta nei suoi scritti si lasciò prendere la mano dal fanatismo, dove non mancò un certo equilibrio riuscì a conciliare un moderato rigorismo etico con la creatività, riuscendo a miscelare la sua alta cultura classica con un linguaggio popolaresco, talvolta simbolico e originale. Si impegnò e si dilettò anche nella traduzione di opere famose, quali un rifacimento del Till Eulenspiegel e del Gargantua e Pantagruel di François Rabelais.
Nel 1573 scrisse il poemetto umoristico Flohhatz descrivente la guerra tra le pulci e le donne, mentre due anni dopo compose il rifacimento di Rabelais, che si può definire come la prima grande opera di prosa profana tedesca. Da ricordare anche le prose umoristiche Das Podagrammisch Trostbuchlein, incentrata sulla podagra, Das philosophisch Ehezuchtbuchlein, sul matrimonio, e Das glüchhafte Schiff von Zürich ("La felice nave di Zurigo"), caratterizzata dal gusto fantasioso e realistico miscelati insieme.
Trent'anni dopo la sua morte, i suoi scritti, un tempo popolari, vennero completamente dimenticati, e si dovette attendere solo la fine dell'Ottocento, grazie all'impegno e alla dedizione di Johann Jakob Bodmer e di Gotthold Ephraim Lessing, per riporre le sue opere al centro dell'attenzione e dell'indagine letteraria e per collocare Fischart in una più equa posizione nell'ambito della letteratura germanica. Come studioso, approfondì non solo la letteratura classica ma anche quella italiana, francese, olandese e inglese; come teologo divenne uno dei più importanti ed autorevoli esponenti della controriforma; come politico fu un repubblicano.

## Opere
- (DE)  Barfüsser Secten und Kuttenstreit, 1570/71
- (DE)  Artliches Lob der Lauten, 1572
- (DE)  Eulenspiegel Reimenweis, 1572
- (DE)  Aller Praktik Großmutter, 1572
- (DE)  Ein Vorbereitung in den „Amadis“, 1572
- (DE)  Flöh Haz \ Weiber Traz, 1573, 1577
- (DE)  Ernstliche Ermanung an die lieben Teutschen, 1573
- (DE)  Thierbilder, 1574
- (DE)  Ausspruch des Esels, 1575
- (DE)  Affentheurlich Naupengeheurliche Geschichtklitterung, 1575/90
- (DE)  Etlich Sonnet, 1575
- (DE)  Biblische Historien, 1576
- (DE)  Die Grille Krottestisch Mül, 1577
- (DE)  Das Glückhafft Schiff von Zürich, 1576/77
- (DE)  Der Gorgonisch Meduse Kopf, 1577
- (DE)  Podagram(m)isch Trostbüchlin, 1577
- (DE)  Binenkorb Des Heyl. Römischen Imenschwarms, 1579
- (DE)  Das Jesuiterhütlein (satire), 1580
- (DE)  Vom Außgelaßnen Wütigen Teuffelsheer, 1581
- (DE)  Ein Verweißliche Auffruckung der Verkehrten, Falschgelehrten und Gernbetrognen, 1584
- (DE)  Ein auß Meyland uberschribener Bericht, 1589
- (DE)  Catalogus Catalogorum perpetuo durabiis, 1590
- (DE) Johann Fischart, [Opere. Poesia]. 1, Leipzig, J. J. Weber, 1866.
- (DE) Johann Fischart, [Opere. Poesia]. 2, Leipzig, J. J. Weber, 1866.
- (DE) Johann Fischart, [Opere. Poesia]. 3, Leipzig, J. J. Weber, 1867.